# الإجهاض في اليمن
في كل من اليمن الجنوبي والشمالي, يكون الإجهاض مسموح قانونيًا فقط إذا تم إجراؤه لإنقاذ حياة الأم. لا يُسمح بإجهاض الجنين الناتج عن زنا المحارم و / أو الاغتصاب. هذا يتوافق مع الشريعة الإسلامية التي تحظر الإجهاض بشكل عام.
اليمن لديها أعلى معدل المواليد ووفيات الأمهات في الشرق الأوسط.